# Оксид кюрия(III)
Оксид кюрия(III) (триоксид кюрия, трёхокись кюрия) — бинарное неорганическое соединение кюрия и кислорода. Представляет собой кристаллы от белого до рыжевато-коричневого цвета, малорастворимые в воде.

## Получение
- Термическое разложение диоксида кюрия при температуре 600 °C и давлении 10-4 мм рт. ст.[1]:

{\displaystyle {\mathsf {4CmO_{2}\ {\xrightarrow {600^{o}C}}\ 2Cm_{2}O_{3}+O_{2}\uparrow }}}
- Неполное восстановление диоксида кюрия водородом при повышенной температуре[2]:

{\displaystyle {\mathsf {2CmO_{2}+H_{2}\ {\xrightarrow {t}}\ Cm_{2}O_{3}+H_{2}O}}}
- Сгорание металлического кюрия на воздухе[3]:

{\displaystyle {\mathsf {4Cm+3O_{2}\ {\xrightarrow {t}}\ 2Cm_{2}O_{3}}}}
Данный способ не находит практического применения ввиду сомнительной чистоты продукта, загрязнённого диоксидом кюрия и другими соединениями этого металла нестехиометрического состава.

## Физические свойства
Оксид кюрия(III) образует кристаллы нескольких модификаций:
1. Кристаллы кубической сингонии. Параметр ячейки a = 1,101 нм. Оливковый цвет[2]. Изоструктурны кристаллам кубической сингонии оксида марганца(III). Пространственная группа {\displaystyle Ia3}[4]. Образуются при термическом разложении диоксида кюрия. Переходят в моноклинную форму при температуре выше 800 °C[1].
2. Кристаллы моноклинной сингонии. Параметры ячейки a = 1,4282 нм, b = 0,3652 нм, c = 0,8900 нм, угол β = 100,29°[2]. Изоструктурны кристаллам моноклинной сингонии оксида лантана(III). Пространственная группа {\displaystyle C2/m}[4]. Образуются при восстановлении диоксида кюрия водородом. Энтропия образования данной модификации оксида кюрия(III) оценивается в 167 ± 5 Дж/(К*моль)[1].
3. Кристаллы гексагональной сингонии. Параметры ячейки a = 0,380 нм, c = 0,600 нм[2]. Изоструктурны кристаллам гексагональной сингонии оксида лантана(III). Пространственная группа {\displaystyle P{\bar {3}}m1}[4]. Постепенно образуются при комнатной температуре из кристаллов кубической сингонии под действием собственного излучения[1].

Исследование фазовой диаграммы металл-кислород показало большое её сходство с аналогичными системами плутония, празеодима и тербия, что указывает на возможное существование ещё двух фаз оксида кюрия(III), которые на данный момент на выделены.
Малорастворим в воде.

## Химические свойства
- При нагревании до 650 °C в кислороде при давлении 1 атм переходит в оксид кюрия(IV)[1]:

{\displaystyle {\mathsf {2Cm_{2}O_{3}+O_{2}\ {\xrightarrow {650^{o}C}}\ 4CmO_{2}}}}
- При нагревании с оксидом алюминия образует смешанный оксид[6]:

{\displaystyle {\mathsf {Cm_{2}O_{3}+Al_{2}O_{3}\ {\xrightarrow {t}}\ 2CmAlO_{3}}}}
- При обработке безводным хлороводородом при температуре 400—600 °C переходит в хлорид кюрия(III)[7]:

{\displaystyle {\mathsf {Cm_{2}O_{3}+6HCl\ {\xrightarrow {400-600^{o}C}}\ 2CmCl_{3}+3H_{2}O\uparrow }}}